# Ardesaldo
Ardesaldo (oficialmente en asturiano: Ardesaldu) es una parroquia y un lugar del concejo español de Salas, en la comunidad autónoma de Asturias.

## Geografía
Ocupa una extensión de 9,3 km².

## Historia
Hacia mediados del siglo XIX, la parroquia, ya por entonces perteneciente al municipio de Salas, tenía contabilizada una población de 556 habitantes. Aparece descrita en el segundo volumen del Diccionario geográfico-estadístico-histórico de España y sus posesiones de Ultramar de Pascual Madoz con las siguientes palabras:

ARDESALDO (Sta. Maria de): felig. en la prov. y dióc. de Oviedo (7 leg.), part. jud. de Belmonte (4), y ayunt. de Salas (1/2): sit. en la cumbre de una montaña al E. de la sierra del Viso, con buena ventilacion y clima sano: reune 80 casas en los l. ó ald. de Ardesaldo, Borra (la), Centiniegas (las), Escobedal, Peña (la), Valloria y Villamor: tiene escuela temporal, y pagada por los padres de los concurrentes á ella. La igl. parr. (Sta. Maria), es muy mediana, y su curato de primer ascenso y patronato real: hay 5 ermitas, pero solo la de las Nieves tiene algunas rentas, con las cuales sostiene 1 capellan: el térm. confina por N. con el de Mallecina, á 1/2 leg., por E. con el de Priero, á igual dist., como por S. y O. con Salas, Lobio y Bodenaya: le bañan, y fertilizan algunos prados, 3 riach., el 1.º tiene origen de las fuentes que nacen á la falda de la sierra en que se encuentran Ardesaldo y Villamor; el 2.º tiene origen en la fuente de la Silva, y va á unirse con el de las Centiniegas; otros arroyuelos bajan por la Borra y la Peña, cuyas aguas forman el riach. de las Murias que corre por medio de la v. de Salas: el terreno es frio y estéril, pero con bastante arbolado de robles y castaños: le cruza el camino llamado el Francés, que parte de Salas á Luarca y la Coruña, el cual, asi como las veredas vecinales, está poco cuidado: el correo se recibe en la adm. de Salas: prod.: maiz, escanda, patata, centeno y varias legumbres: cria ganado de cerda, vacuno, lanar y cabrío: hay caza de liebres, perdices, zorros y lobos, y se pescan algunas truchas: ind.: la agricola, molinos harineros y batanes: pobl.: 90 vec., 556 alm.: contr.: con su ayunt. (V).
(Madoz, 1845, p. 499)

## Geografía humana

### Organización territorial
La entidad colectiva de población de Ardesaldo está compuesta por las siguientes entidades singulares:
- Ardesaldo (Ardesaldu)[1]
- Balloria (Vallouria)[1]
- El Escobedal (L'Escobedal)[1]
- El Llanón
- La Borra
- La Peña
- La Peñallonga
- Las Barracas
- Villarmor

### Demografía
En 2023, la entidad colectiva de población de Ardesaldo tenía empadronados 109 habitantes, mientras que la entidad singular de población de ese nombre tenía 17, todos ellos en diseminado.

## Patrimonio
Hay en la parroquia una iglesia de Santa María.